# Papilio joanae
Papilio joanae is een vlinder uit de familie van de pages (Papilionidae). De wetenschappelijke naam van de soort is voor het eerst geldig gepubliceerd in 1973 door Heitzman. Deze naam wordt wel beschouwd als een synoniem van Papilio machaon subsp. asterius.